# Grzegorz Łomacz
Grzegorz Łomacz est un joueur polonais de volley-ball né le 1er octobre 1987 à Ostrołęka (voïvodie de Mazovie). Il mesure 1,87 m et joue passeur. Il totalise 48 sélections en équipe de Pologne.

## Biographie
Il est le frère de Jakub Łomacz, également joueur professionnel de volley-ball.

## Clubs
| Club                | De        | À         |
| ------------------- | --------- | --------- |
| AZS Pol. Warszawska | 2006-2007 | 2006-2007 |
| Jastrzębski Węgiel  | 2007-2008 | 2010-2011 |
| Trefl Gdańsk        | 2011-2012 | ...       |

## Palmarès
- Ligue mondiale (1)
  - Vainqueur : 2012
- Championnat d'Europe des moins de 19 ans (1)
  - Vainqueur : 2005
- Challenge Cup
  - Finaliste : 2009
- Championnat de Pologne
  - Finaliste : 2010
- Coupe de Pologne (1)
  - Vainqueur : 2010
  - Finaliste : 2008